# Groeve CBR

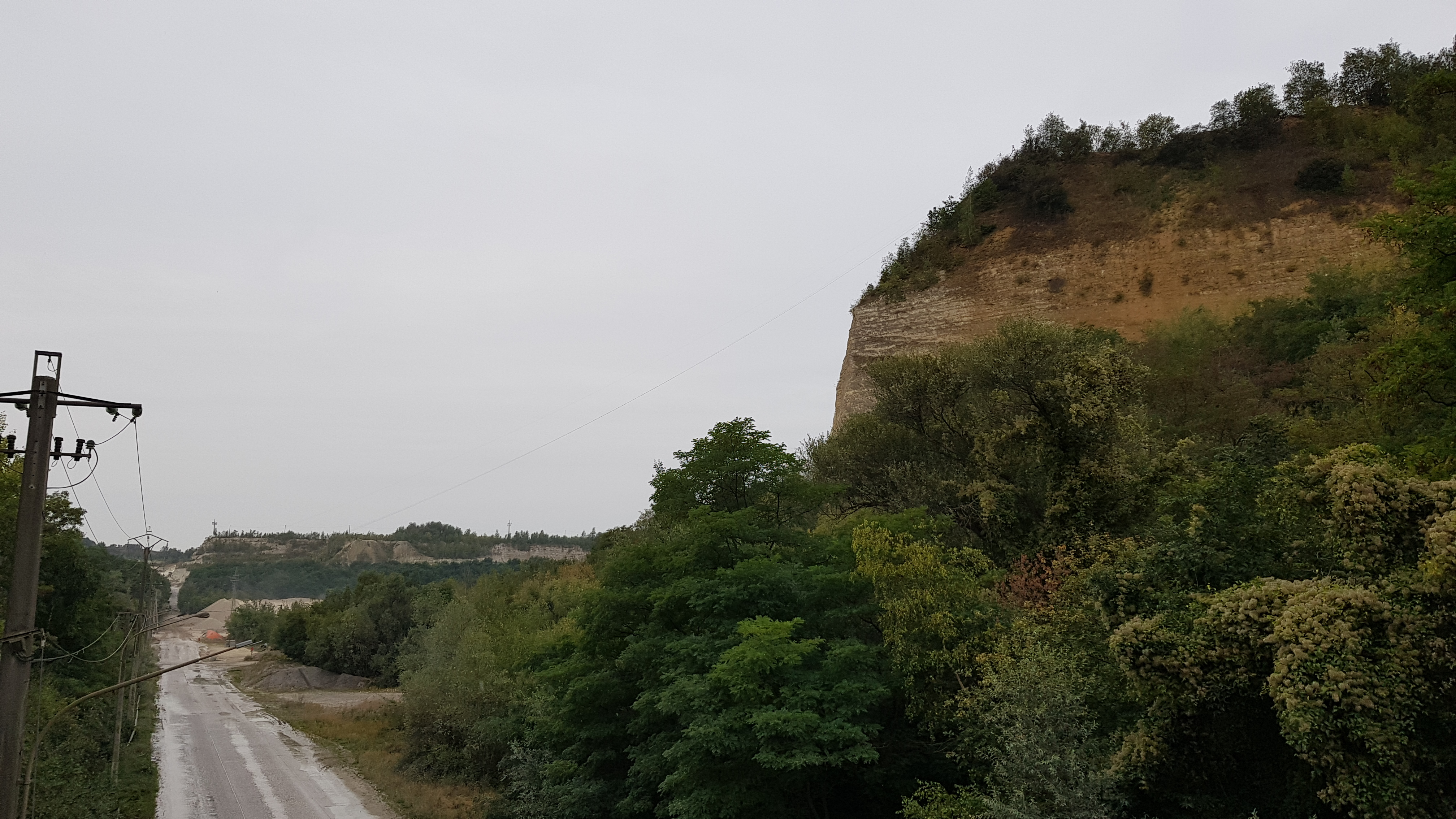
Zicht op de transportweg door de groeve naar de fabriek (achter fotograaf)

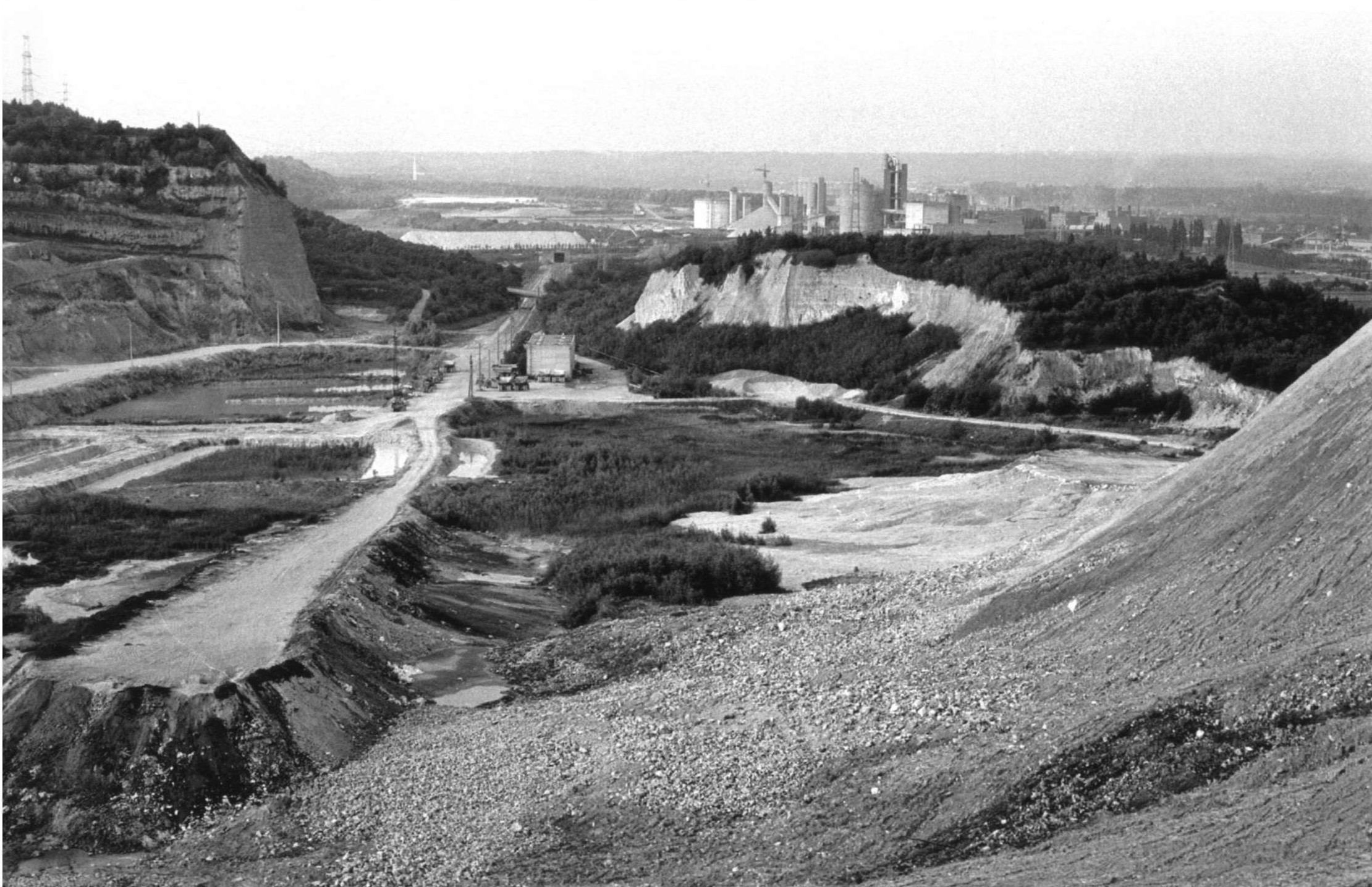
Gestorte vuursteen in de groeve (gezien naar het noordoosten) in 1988. Achter de 'coulisse' is de fabriek van CBR Lixhe te zien. Vlak links van de ‘coulisse’ is het viaduct van de weg over de helling voor de groeve te zien.

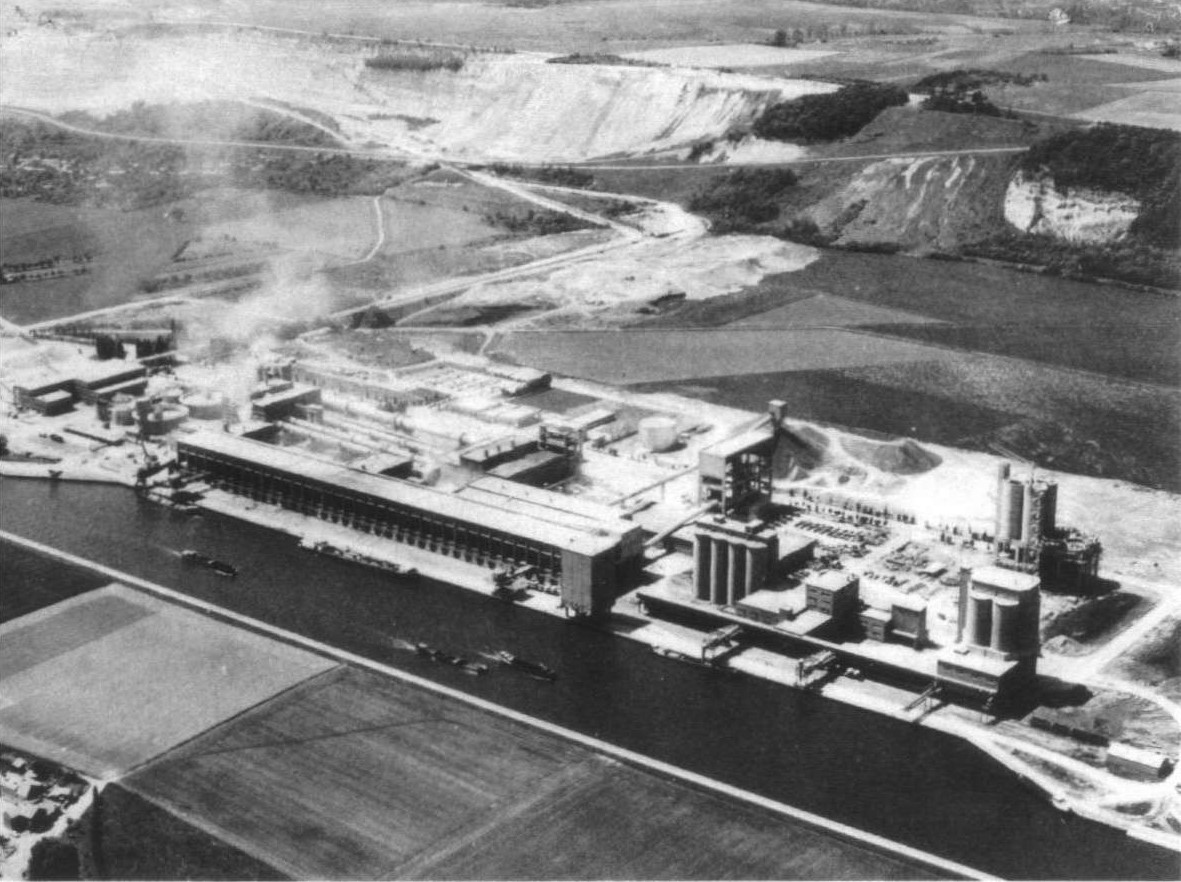
De rand van het plateau bij Loën (naar het zuidwesten gezien), met de groeve rond 1970. De weg over de helling voor de groeve is inmiddels doorgetrokken. Rechts de groeve Dierckx en op de voorgrond het Albertkanaal met de fabriek van CBR.

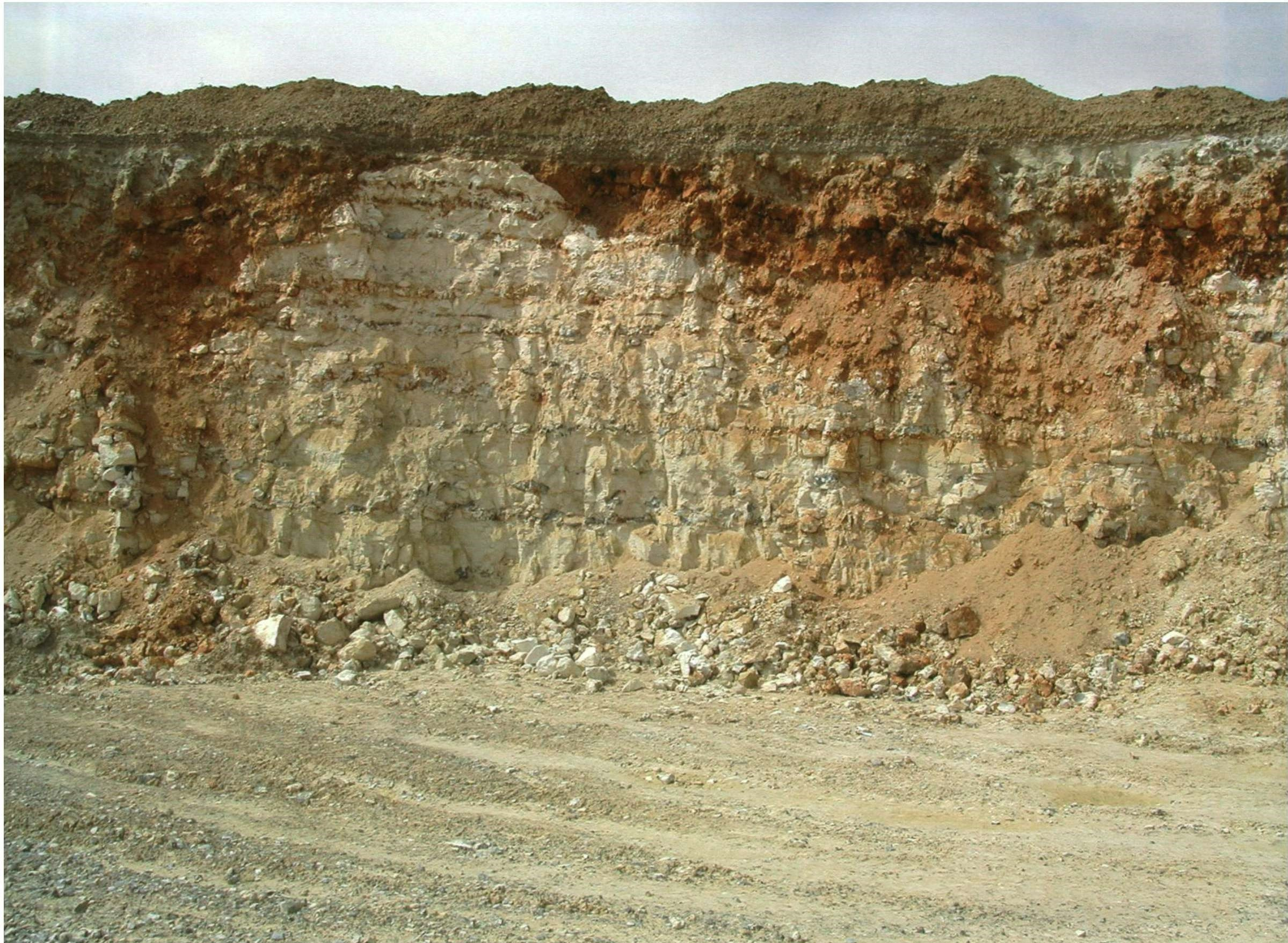
Een profiel boven in de groeve in 2004, met in het bovenste deel (rood-bruin) het eluvium. Onder het eluvium is de Kalksteen van Lanaye met een aantal vuursteenlagen te zien. Het contactvlak tussen het eluvium en de kalksteen is sterk geaccidenteerd.

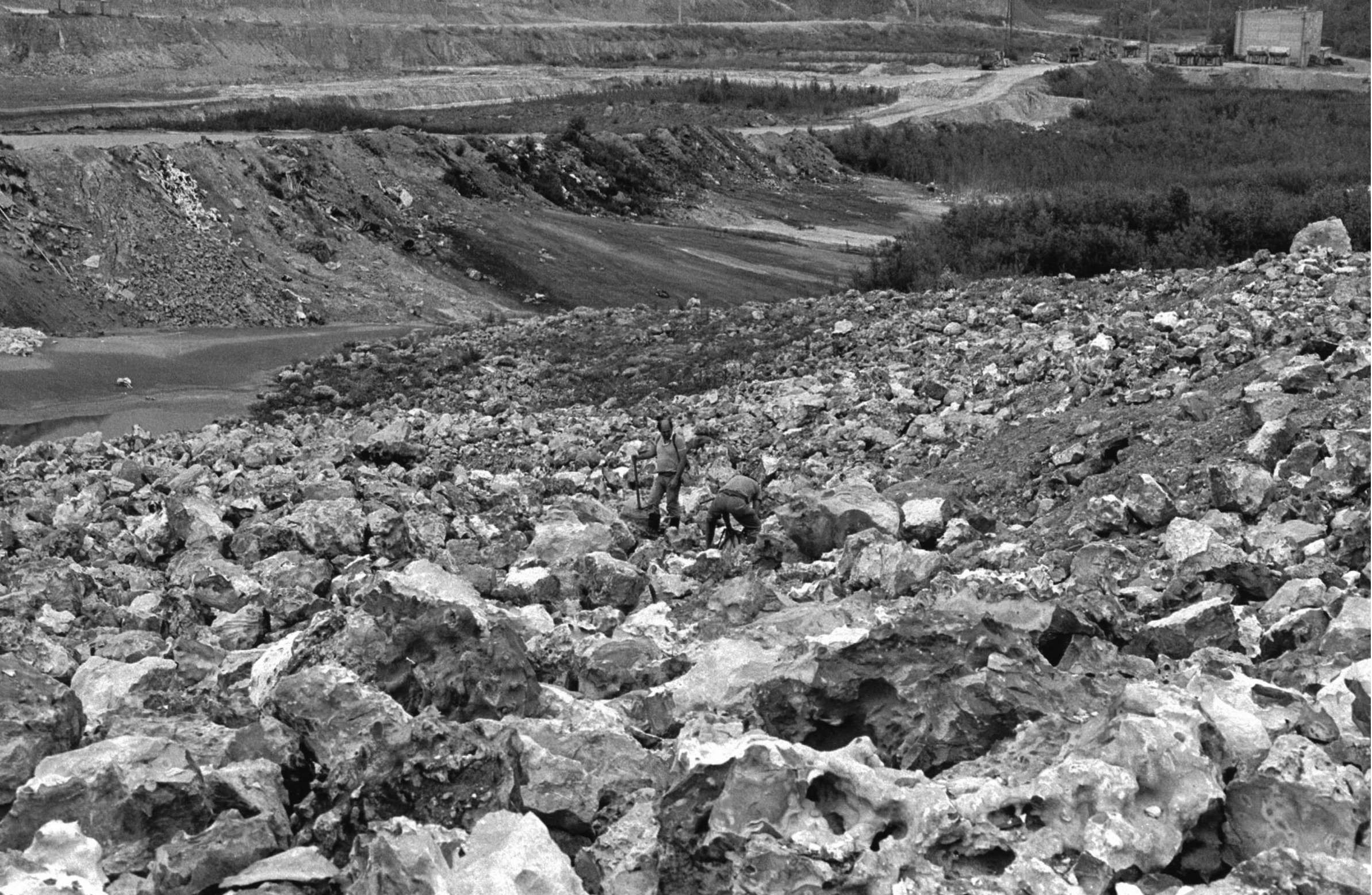
Gestorte vuursteen onder in de groeve

De Groeve CBR (Lixhe) of Groeve van Loën (Frans: Carrière CBR of Carrière de Loën) is een steengroeve in de Belgische provincie Luik in de gemeentes Bitsingen, Oupeye en Wezet. De groeve ligt ten zuidwesten van Loën en ten noordwesten van Hallembaye. De steengroeve is door de Cimenteries et Briqueteries Réunies (CBR) in dagbouw ontgonnen in het Haspengouws Plateau in de westelijke helling van het dal van de Maas. Aan de oostzijde wordt de groeve begrensd door de N671 en het Maasdal en in het zuiden door de Groeve Kreco en de vuilstortplaats C.E.T. de Hallembaye.
Met de ontginning van de groeve werd de berghelling Thier de Loën afgegraven. De groeve wordt ongeveer halverwege in twee delen gesplitst door de Spoorlijn 24 die hier deels ondergronds door tunnels loopt. De gewonnen kalksteen wordt vervoerd naar de cementfabriek CBR Lixhe aan het Albertkanaal.
Even ten noorden van de groeve ligt de voormalige Groeve Dierkx. Op ongeveer twee kilometer naar het noorden ligt een andere CBR-groeve, de Groeve Romontbos, die eveneens CBR Lixhe van kalksteen levert. Nog verder naar het noorden ligt nog een andere voormalige CBR-groeve in Nederland, de ENCI-groeve.

## Geschiedenis
In 1950 begon men met de ontginning van de groeve (aan de noordoostzijde van de spoorlijn).
Toen de groeve aan de noordoostzijde (bijna) uitgeput was, werd de groeve aan de zuidwestzijde van de spoorlijn ontgonnen. Het noordoostelijk deel werd vervolgens als natuurgebied ingericht en in 2015 werd het aangelegde natuurpad ingehuldigd.

## Geologie
In het noordelijk deel van de groeve is het volgende profiel ontsloten:
- Pleistoceen
  - Formatie van Twente
    - Middelste/Bovenste Löss

  - Formatie van Eindhoven
    - Onderste Löss

  - Formatie van Kedichem
    - Afzetting van Sibbe
- Vuursteeneluvium (residu van het Krijt)
- Formatie van Maastricht
  - Horizont van Lichtenberg
- Formatie van Gulpen
  - Kalksteen van Lanaye
  - Horizont van Nivelle
  - Kalksteen van Lixhe 3
  - Horizont van Boirs
  - Kalksteen van Lixhe 2
  - Horizont van Hallembaye 2
  - Horizont van Hallembaye 1
  - Kalksteen van Lixhe 1
  - Horizont van Wahlwiller (=Horizont van Lixhe)
  - Kalksteen van Vijlen
  - Horizont van Bovenste Bosch (=Horizont van Froidmont)
  - Kalksteen van Zeven Wegen
  - Horizont van Zeven Wegen
- Formatie van Vaals

De kalksteen die in de groeve gewonnen wordt voor de cementindustrie is hoofdzakelijk afkomstig uit de Formatie van Gulpen. Bovenop de kalksteen ligt een pakket vuursteeneluvium dat afkomstig is van een meters dik kalksteenpakket waaruit de kalksteen is opgelost. Bovenop de vuurstenen liggen grindafzettingen die hier vroeger afgezet zijn door de Maas met daarop een pakket löss dat door de wind hier afgezet is.